# Paul Lovens
Paul Lovens (Aken, 6 juni 1949) is een Duitse jazzdrummer/percussionist/bekkenist en bespeler van de zingende zaag.

## Biografie
Hij trad op met het Aardvark Jazz Orchestra en het Berlin Contemporary Jazz Orchestra. Begin jaren 1970 maakte hij deel uit van een trio met pianist Alexander von Schlippenbach. Sindsdien werkte hij samen met Cecil Taylor, Harri Sjöström, Günther Christmann, Eugene Chadbourne, Peter Brötzmann, Teppo Hauta-Aho, Mats Gustafsson, Thomas Lehn, Phil Wachsmann, Rajesh Mehta en Joëlle Léandre. Hij speelde ook met Florian Schneider en Ebehard Kranemann in een vroege incarnatie van Kraftwerk. Sinds 1967 runt Lovens samen met Paul Lytton het platenlabel Po Torch.

## Discografie

### Als leader
- 1976: Voerkel/Frey/Lovens (FMP)
- 1976: Carpathes met Michel Pilz, Peter Kowald (FMP)
- 1977: Was It Me met Paul Lytton (Po Torch)
- 1978: Paul Rutherford/Paul Lovens (Po Torch)
- 1980: Moinho Da Asneira met Paul Lytton (Po Torch)
- 1980: Weavers met Gunter Christmann, Maarten Altena (Po Torch)
- 1981: The Last Supper met Toshinori Kondo (Po Torch)
- 1982: Der Traum Der Roten Plame (FMP)
- 1983: Death Is Our Eternal Friend met Toshinori Kondo (DIW)
- 1984: The Fetch met Paul Lytton (Po Torch)
- 1985: Stranger Than Love met Alexander von Schlippenbach (Po Torch)
- 1989: News from the Shed met Butcher/Durrant/Malfatti/Russell (Acta)
- 1989: Regalia met Cecil Taylor (FMP)
- 1990: Goldberg met Urs Voerkel (Po Torch)
- 1991: Nothing to Read met Mats Gustafsson (Blue Tower)
- 1995: Choice-Chase met Stephan Wittwer (Intakt)
- 1996: Mouth Eating Trees and Related Activities met Mats Gustafsson (Okka Disk)
- 1997: Patrizio met Eugene Chadbourne (Victo)
- 2001: Quicksand met Frank Gratkowski (Meniscus)
- 2002: Papajo (Emanem)
- 2003: Acthung met Thomas Lehn (Grob)
- 2010: Trio met Christmann/Gustaffson (FMP)
- 2010: Wegen Meines met Moodswing 3 (Rai Trade)
- 2013: Live at Hasselt met Vandeweyer/Van Hove/Blume (NoBusiness)
- 2016: Live 2013 met Stefan Keune (FMR)
- 2017: Mein Freund Der Baum met Stoffner/Mahall (Wide Ear)
- 2018: The Room: Time and Space met Seppe Gebruers, Hugo Antunes (El Negocito)
- 2019: Nothing Particularly Horrible met Keune/Russell/Schneider (FMR)
- 2020: Meeting the Past (Zarek)

Met het Globe Unity Orchestra
- 1973: Live in Wuppertal (FMP)
- 1974: Der Alte Mann Bricht ... Sein Schweigen (FMP)
- 1975: Bavarian Calypso & Good Bye (FMP)
- 1976: Evidence Vol. 1 (FMP)
- 1976: Into the Valley Vol. 2 (FMP)
- 1977: Pearls (FMP)
- 1977: Jahrmarkt & Local Fair (Po Torch)
- 1978: Improvisations (Japo)
- 1979: Hamburg '74 (FMP)
- 1980: Compositions (Japo)
- 1983: Intergalactic Blow (Japo)
- 1991: Rumbling (FMP)
- 1993: 20th Anniversary (FMP)
- 2003: Globe Unity 2002 (Intakt)
- 2011: Baden-Baden '75 (FMP)

### Als sideman
Met Alfred Harth
- 1981: Es Herrscht Uhu Im Land (Japo)
- 2007: 1970–1971 (Laubhuette)
- 2009: Groups Duos (Laubhuette)

Met Sven-Ake Johansson
- 1980: Idylle & Katastrophen (Po Torch)
- 1989: Uber Ursache & Wirkung Der Meinungsverschiedenheiten Beim Turmbau Zu Babel (FMP)
- 2012: Fur Paul Klee (Jazzwerkstatt)

Met Evan Parker
- 1989: The Eracle of Dolphi (Po Torch)
- 1994: 50th Birthday Concert (Leo)
- 2001: 2x3=5 (Leo)

Met Mario Schiano
- 1990: Unlike (Splasc(H))
- 1994: Meetings (Splasc(H))
- 1996: Used to Be Friends (Splasc(H))
- 1997: Social Security (Victo)

Met Alexander von Schlippenbach
- 1973: Pakistani Pomade (FMP)
- 1975: Three Nails Left (FMP)
- 1977: The Hidden Peak (FMP)
- 1983: Anticlockwise (FMP)
- 1991: Das Hohe Lied (Po Torch)
- 1982: Detto Fra Di Noi (Po Torch)
- 1990: Elf Bagatellen (FMP)
- 1993: Physics (FMP)
- 1994: The Morlocks and Other Pieces (FMP)
- 1999: Complete Combustion (FMP)
- 2000: Swinging the Bim (FMP)
- 2000: Hunting the Snake (Atavistic)
- 2001: Globe Unity 67 & 70 (Atavistic)
- 2003: Broomriding (Psi)
- 2004: Compression: Live at Total Music Meeting 2002 (a/l /l)
- 2006: Winterreise (Psi)
- 2007: Globe Unity 40 Years (Intakt)
- 2008: Gold Is Where You Find It (Intakt)
- 2010: Bauhaus Dessau (Intakt)
- 2014: First Recordings (Trost)
- 2015: Features (Intakt)
- 2016: Warsaw Concert (Intakt)
- 2018: Globe Unity 50 Years (Intakt)

Met Aki Takase
- 2001: St. Louis Blues (Enja)
- 2003: Plays Fats Waller (Enja)
- 2012: New Blues (Yellowbird)
- 2013: Plays Fats Waller in Berlin (Jazzwerkstatt)
- 2016: Signals (Trost)

Met anderen
- 1973: Peter Kowald, Peter Kowald Quintet (FMP)
- 1975: Irène Schweizer, Ramifications (Ogun)
- 1980: Paul Burwell, Circadian Rhythm (Incus)
- 1981: Maarten Altena, Pisa 1980: Improvisors' Symposium (Incus)
- 1986: Irène Schweizer, Live at Taktlos (Intakt)
- 1991: Guerino Mazzola, Synthesis (Stoa Music)
- 1995: Gunter Christmann, Sometimes Crosswise (Moers Music)
- 1997: Berlin Contemporary Jazz Orchestra, Live in Japan '96 (DIW)
- 1997: Eugene Chadbourne, Hellington Country (Intakt)
- 2000: Joelle Leandre, Joelle Leandre Project (Leo)
- 2003: Ivar Grydeland, These Six (Sofa)
- 2005: Aardvark Jazz Orchestra, Trumpet Madness (Leo)
- 2006: Joelle Leandre, At the Le Mans Jazz Festival (Leo)
- 2007: Philipp Wachsmann, Free Zone Appleby 2006 (Psi)

- Bibsys: 4062441
- Bibliothèque nationale de France: cb142006806 (data)
- Gemeinsame Normdatei: 120894785
- International Standard Name Identifier: 0000 0000 5517 720X
- Library of Congress Control Number: nr93001944
- MusicBrainz: 689dfda1-362a-4a48-98fd-6d8963f79fd2
- Réseau des bibliothèques de Suisse occidentale: 02-A008971098
- Système universitaire de documentation: 252668014
- Virtual International Authority File: 42680715
- WorldCat: E39PBJtH49CMHF4YqpqV4y8XBP